# Trần Văn Hạo
Trần Văn Hạo (sinh năm 1935), hay Trần Hạo, là nhà giáo dục Toán học ở Việt Nam. Ông là Ủy viên Hội đồng bộ môn Toán của Bộ Giáo dục và Đào tạo, công tác tại Khoa Toán Tin, trường Đại học Sư phạm TP. Hồ Chí Minh. Ông là tác giả hoặc đồng tác giả của một số giáo trình cũng như sách giáo khoa Toán hiện đang được sử dụng trong các trường Phổ thông Trung học tại Việt Nam.

## Thân thế và sự nghiệp
Ông sinh ngày 27 tháng 10 năm 1935 tại làng Long Đống Xã Hưng Tiến, huyện Hưng Nguyên, Tỉnh Nghệ An.
Năm 1954, ông trở thành một những sinh viên đầu tiên của trường Đại học Sư phạm Khoa học, bấy giờ do Giáo sư Lê Văn Thiêm làm Hiệu trưởng. Ông tốt nghiệp năm 1956 và là một trong 6 sinh viên được giữ lại làm giảng viên tại trường, đó là Lại Đức Thịnh, Đoàn Quỳnh, Trần Văn Hạo, Phan Đình Diệu, Văn Như Cương, Võ Tiếp.
Cuối năm 1959, ông được cử đi học và làm luận án phó tiến sĩ (nay tương đương tiến sĩ) tại Khoa Toán-Tin, Đại học Tổng Hợp Lomonosov, Liên Bang Xô Viết.
Tháng 4 năm 1963, ông về nước giảng dạy tại trường Đại học Sư phạm Hà Nội. Đến năm 1965, ông được cử vào giảng dạy tại trường Đại học Sư phạm Vinh. Kể từ tháng 10 năm 1966, ông tham gia giảng dạy lớp Chuyên Toán đặc biệt của Đại học Sư phạm Vinh.
Năm 1983, ông được điều về Thành phố Hồ Chí Minh để tăng cường cho Đại học Sư phạm Thành phố Hồ Chí Minh.
Ông được phong học hàm Phó giáo sư năm 1980.

## Tác phẩm
Ông là tác giả hoặc đồng tác giả của các sách giáo khoa Toán cho học sinh phổ thông và một số giáo trình cho sinh viên sau đây:
1. Đại số cao cấp tập I - Đại số tuyến tính (1976) – Nhà xuất bản Giáo dục Hà nội.
2. Đại số tuyến tính dùng trong kinh tế (1997), Nhà xuất bản Khoa học Kỹ thuật.
3. Giải tích dùng cho nhóm ngành kinh tế (1997) đồng tác giả, Nhà xuất bản Khoa học Kỹ thuật.
4. Đại số 10 (1990), Nhà xuất bản Giáo dục Tp. HCM.
5. Hình học 10 (1990), Nhà xuất bản Giáo dục Tp. HCM.
6. Đại số và giải tích 11 (1991), Nhà xuất bản Giáo dục Tp. HCM.
7. Hình học 11 (1991), Nhà xuất bản Giáo dục Tp. HCM.
8. Giải tích 12 (1992), Nhà xuất bản Giáo dục TP. HCM.
9. Hình học 12 (1992), Nhà xuất bản Giáo dục TP. HCM.
10. Đại số lớp 10 (2000), Sách chỉnh lý hợp nhất, Nhà xuất bản Giáo dục.
11. Đại số lớp 11 (2000), Sách chỉnh lý hợp nhất, Nhà xuất bản Giáo dục.
12. Chuyên đề luyện thi vào Đại học (2001), Nhà xuất bản Giáo dục.

Ông viết các giáo trình ở bậc đại học
- Bài tập đại số / Trần Văn Hạo, Hoàng Kỳ . - H.: Đại học và trung học chuyên nghiệp, 1980. - 539tr.; 19cm
- Cấu trúc đại số/ Trần Văn Hạo . - H.: Giáo dục, 1968. - tr.; 19cm. - ( Toán học hiện đại trong trường phổ thông )
- Đại số cao cấp/ Trần Văn Hạo, T.1: Đại số tuyến tính . - In lại lần thứ 2. - H.: Giáo dục, 1977. - 207tr.; 19cm. - ( Sách đại học sư phạm )

Ông dịch nhiều sách giáo trình, sách chuyên khảo nước ngoài, trong đó có các bộ sách: 
- Lý thuyết nửa nhóm / A.Cliphớt, G.Prestơn; Trần Văn Hạo, Hoàng Kỳ: dịch, T.1 . - H.: Đại học và trung học chuyên nghiệp, 1976. - 367tr.; 19cm
- Lý thuyết nửa nhóm / A.H. Cliphơt, G.B. Prestơn; Trần Văn Hạo, Hoàng Kỳ dịch. Tập 2 . - Xuất bản lần thứ 2. - H. : Đại học và Trung học chuyên nghiệp, 1979. - 592tr. ; 19cm
- Đại số / Serge Lang; Trần Văn Hạo, Hoàng Kỳ dịch. Tập 1 . - H. : Đại học và trung học chuyên nghiệp, 1974. - 255tr. ; 19cm
- Đại số / Serge Lang; Trần Văn Hạo, Hoàng Kỳ dịch. Tập 2 . - H. : Đại học và trung học chuyên nghiệp, 1974. - 247tr. ; 19cm
- Đại số / Serge Lang; Trần Văn Hạo, Hoàng Kỳ dịch. Tập 3 . - H. : Đại học và trung học chuyên nghiệp, 1975. - 286tr. ; 19cm
- Đại số phổ dụng / P. Côn; Người dịch: Trần Văn Hạo . - H. : Đại học và trung học truyên nghiệp, 1985. - 452tr ; 19 cm
- Từ điển bách khoa phổ thông Toán học/ X. M. Nikolxki: chủ biên; Hoàng Quý, Nguyễn Văn Ban, Hoàng Chúng, Trần Văn Hạo, Lê Thị Thiên Hương: dịch. T.2 . - Tái bản lần thứ 2. - H.: Giáo dục Việt Nam, 2010. - 396tr.: bảng; 27cm
- Từ điển bách khoa phổ thông Toán học/ X. M. Nikolxki: chủ biên; Hoàng Quý, Nguyễn Văn Ban, Hoàng Chúng. T.1 . - Tái bản lần thứ 5. - H.: Giáo dục Việt Nam, 2010. - 454tr.: hình, bảng; 27cm

Ông có một số công bố nghiên cứu Toán học viết bằng tiếng Nga 
1. Tran Van Hao. On semi-simple classes of groups. (Russian) Sibirsk. Mat. Ž. 3 1962 943–949.
2. Tran Van Hao. On the minimal radical class over a class of Abelian groups. Dokl. Akad. Nauk SSSR 149 1270–1273 (Russian); translated as Soviet Math. Dokl. 4 1963 552–555.
3. Tran Van Hao. Nilgroups of finite rank. (Russian) Sibirsk. Mat. Ž. 5 1964 459–464.

Ông cũng là đồng tác giả của nhiều công bố về giáo dục xuất bản trong và ngoài nước.